# Ołeksandriwka (rejon doniecki)
Ołeksandriwka (ukr. Олександрівка) – osiedle na Ukrainie, w obwodzie donieckim, w faktycznie niefunkcjonującym rejonie donieckim, od 2014 znajdujące się pod kontrolą nieuznawanej, zależnej od Rosji Donieckiej Republiki Ludowej. W 2001 liczyło 4186 mieszkańców.